# Sicyos guatemalensis
Sicyos guatemalensis là một loài thực vật có hoa trong họ Cucurbitaceae. Loài này được Standl. & Steyerm. miêu tả khoa học đầu tiên năm 1944.